# Vaino Väljas
Vaino Väljas (Külaküla, 28 maart 1931 – 16 januari 2024) was een Estse diplomaat en politicus die tijdens de zingende revolutie een belangrijke rol speelde bij de herstelling van de Estse onafhankelijkheid. Na de herstelling van de Estse onafhankelijkheid op 20 augustus 1991 bleef hij tot 1995 politiek actief, maar leidde nadien een teruggetrokken leven waardoor hij de bijnaam Suur Vaikija (Ests voor 'Grote Zwijger') kreeg.

## Leven
Vaino Väljas werd in 1931 geboren in Külaküla (Hiiumaa). In 1940 werd Estland voor de eerste keer bezet door de Sovjet-Unie, in 1941 veroverd door nazi-Duitsland tijdens Operatie Barbarossa en in 1944 opnieuw bezet door de Sovjet-Unie. In 1952 werd Vaino Väljas lid van de Estische Communistische Partij (ECP) en ging aan de Universiteit van Tartu geschiedenis studeren, waar hij in 1955 afstudeerde.
In 1956 werd Väljas lid van de Opperste Sovjet van de Estse Socialistische Sovjetrepubliek en maakte carrière binnen de ECP. Van 1963 tot 1967 was hij voorzitter van de Opperste Sovjet en van 1971 tot 1980 secretaris van het Centraal Comité van de ECP. Omdat hij in de jaren '70 van 'nationalistische ingesteldheid' werd verdacht, werd hij door Moskou als lid van het Centraal Comité aan de kant geschoven, waardoor hij niet in aanmerking kwam om Johannes Käbin, de Eerste Secretaris van de ECP van 1950 tot 1978, op te volgen. Die functie werd van 1978 tot 1988 bekleed door de communistische hardliner Karl Vaino die een strak russificatiebeleid in Estland voerde, wat tot groot ongenoegen en protesten bij de Estse bevolking leidde. Väljas begon in 1980 aan een diplomatieke carrière met posten in Venezuela en Nicaragua.
In juni 1988 werd hij alsnog tot Eerste Secretaris benoemd op voorspraak van Michail Gorbatsjov en werd de gehate Karl Vaino op zijn beurt aan de kant geschoven. Na juni 1988, waarin de zingende revolutie met massademonstraties op het Lauluväljak, het grote zangersveld in Tallinn, aan kracht en snelheid had gewonnen, zette Väljas concrete stappen die de herstelling van de Estse onafhankelijkheid mogelijk zouden maken, zoals de Estse soevereiniteitsverklaring op 16 november 1988. Daarmee verklaarde de toen nog Estse SSR dat Estse wetten voortaan voorrang hadden op wetten die vanuit Moskou werden opgelegd. Daarnaast probeerde hij ook de ECP te hervormen, maar in 1990 waren de verschillen tussen de grotere Estsgezinde vleugel en de kleinere sovjetgezinde vleugel onoverbrugbaar geworden waarna de Estse vleugel als Estische Democratische Arbeiderspartij (EDTP) verderging. Op 8 mei 1990 schrapte Estland de naam Estse Socialistische Sovjetrepubliek en nam de oude naam Eesti Vabariik (Republiek Estland) opnieuw aan. Op 20 augustus 1991 verklaarde Estland zich uiteindelijk onafhankelijk van de Sovjet-Unie terwijl in Moskou een staatsgreep in volle gang was.
Na de herstelling van de onafhankelijkheid bleef Väljas tot 1995 politiek actief als leider van de Eesti Vasakpartei die echter politiek een marginale rol speelde. Na 1995 trok hij zich grotendeels terug uit het openbare leven. Op 16 januari 2024 overleed hij op 92-jarige leeftijd.